# Міжнародна конвенція про взаємну адміністративну допомогу у відверненні, розслідуванні та припиненні порушень митного законодавства
Міжнародна конвенція про взаємну адміністративну допомогу у відверненні, розслідуванні та припиненні порушень митного законодавства (англ. International Convention on Mutual Administrative Assistance for the Prevention, Investigation and Repression of Customs Offences), прийнята під егідою Всесвітньої митної організації (WCO), має на меті боротися з митними правопорушеннями шляхом встановлення міжнародного адміністративного співробітництва між державами-учасницями.

### Загальна інформація
Дата підписання: 06 вересня 1977 р.
Місце підпису: Найробі, Кенія
Дата набрання чинності: 21 травня 1980 р.
Україна приєдналася 23 травня 2000 р.; ратифікувала 11 липня 2000 р.
Держави учасниці: 52 держави-учасниці (2 підлягають ратифікації) станом на липень 2021 р.
Депозитарій: Генеральний секретар Всесвітньої митної організації.

### Загальна характеристика Конвенції
Держави-учасниці здійснюють обмін розвідувальними даними, документами та іншою інформацією, що сприяє запобіганню, розслідуванню та припиненню правопорушень проти митного законодавства. Даний документ містить 23 загальних статті і XI додатків про взаємну допомогу між державами-учасницями з положеннями про нарахування ввізних/вивізних мит і податків, контроль, нагляд, запити та повідомлення, присутність посадових осіб митниці на території іншої держави-учасниці. В останніх двох додатках передбачено сприяння у заходах щодо надання допомоги у: боротьбі з контрабандою наркотиків та психотропних речовин (додаток X); протидії контрабанді творів мистецтва, антикваріату та інших культурних цінностей (додаток XI). Конвенція заснована на принципі взаємності, тільки держави-учасниці додатків зобов’язані надавати взаємну допомогу. Держава повинна ратифікувати принаймні один додаток, щоб стати членом цієї Конвенції.

### Структура Конвенції
Конвенція складається з 23 статей, 6 глав: Визначення (ст. 1); Сфера застосування Конвенції (ст. 2-4); Загальний порядок надання допомоги (ст. 5-8); Інші положення (9-11); Повоноваження Ради та Постійного технічного комітету (12-13); Заключні положення (14-23)

#### Додатки до Конвенції
Додаток І "Допомога, що надається митною адміністрацією звласної ініціативи";
Додаток II "Допомога за запитом у стягенні ввізного та вивідного мита і податків";
Додаток III "Допомога за запитом щодо контролю";
Додаток VI "Допомога за запитом стосовно нагляду";
Додаток V "Розслідування та повідомлення за запитами на користь іншої держави";
Додаток VI "Участь представників митних адміністрацій при розгляді справ у суді або трибуналі";
Додаток VII "Присутність передставників митної адміністрації однієї Договірної сторони та території іншої Договірної сторони";
Додаток VIII "Участь у розслідуваннях, що проводяться за кордоном";
Додаток IX "Збір інформації";
Частина І: Особи
Розділ І: Контрабанда
Розділ ІІ: Митне шахрайство, що не є котрабандою
Частина ІІ: Методи вивчення контрабанди та інші види шахрайства, включаючи підлог, фальсифікацію та підробку
Частина ІІ: Судна, задіяні для вчинення контрабанди
Додаток Х "Надання допомоги у боротьбі з контрабандою наркотиків та психотропних речовин";
Додаток XI "Надання допомоги у протидії контрабанді товарів мистецтва, антикваріату та інших культурних цінностей".

### Актуальність Конвенції
Встановлює основи для міжнародного співробітництва з питань, що стосуються митних правопорушень, цей документ замінює різні двосторонні та багатосторонні регіональні угоди з цього питання.

### Додаткова інформація
Поправка 1995 року допускає застереження щодо цієї Конвенції. Усі держави-члени Організації Об’єднаних Націй можуть стати учасником даного договору.
Актуальні аспекти співробітництва держав щодо надання допомоги у сфері митного законодавства досліджував завідувач кафедрою міжнародного права Університету митної справи та фінансів, доктор юридичних наук, доцент Сергій Перепьолкін.

### Пов'язані з Конвенцією договори
1. Міжнародна конвенція про спрощення та гармонізацію митних процедур (Кіото, 18 травня 1973 р.)
2. Конвенція про заснування Ради митного співробітництва (WCO) (Брюссель, 15 грудня 1950 р.)
3. Конвенція про оцінку товарів для митних цілей (Брюссель, 15 грудня 1950 р.)
4. Міжнародна конвенція про узгодження контролю вантажів на кордоні (Женева, 21 жовтня 1982 р.)
5. Протокол про внесення змін до Міжнародної конвенції про спрощення та гармонізацію митних процедур від 18 травня 1973 р. (Брюссель, 26 червня 1999 р.)
6. Міжнародна конвенція про взаємну адміністративну допомогу в митних справах (Брюссель, 27 червня 2003 р.)